# Palatin (brežuljak)
Palatin (latinski: Collis Palatium ili Mons Palatinus) je središnji od sedam rimskih brežuljaka i jedan od najstarijih dijelova grada Rima. Uzdiže se oko 40 metara iznad Foruma Romanuma. S druge strane mu je Circus Maximus.
Palatin je etimološki korijen riječi palača, u većini jezika (talijanski "Palazzo", francuski "Palais" itd).

## Vanjske poveznice
|  | Zajednički poslužitelj ima stranicu o temi Palatin (brežuljak) |

- Samuel Ball Platner, A Topographical Dictionary of Ancient Rome: Palatine Hill
- The Palatine Hill: Two Millennia of Landscaping
- Aerial view of Palatine Hill. Google Maps. Pristupljeno 14. listopada 2005.

41°53′18″N 12°29′13″E / 41.88833°N 12.48694°E